# Dypsis heterophylla
Dypsis heterophylla är en enhjärtbladig växtart som beskrevs av John Gilbert Baker. Dypsis heterophylla ingår i släktet Dypsis och familjen Arecaceae. IUCN kategoriserar arten globalt som nära hotad. Inga underarter finns listade i Catalogue of Life.